# Jan Srdínko
Jan Srdínko (* 22. února 1974 Benešov) je bývalý český hokejový obránce a trenér.

## Hráčská kariéra
Byl draftován v roce 1997 v 9 kole, celkově 241. týmem New Jersey Devils. Jeho debut v Extralize byla sezona 1994/95 kdy odehrál jeden zápas za tým HC Dadák Vsetín. Ve Vsetíně odehrál celkem 7 sezon (1994/01), kdy s týmem pomohl vybojovat 6krát titul mistra české extraligy a jednou vicemistra extraligy. Na novou sezonu 2001/02 odešel ze Vsetína a podepsal tříletou smlouvu se Spartou.Spartě pomohl získat jeden titul mistra extraligy. Po vypršení smlouvy přestoupil do Superligy do týmu HK Sibir Novosibirsk. Na další sezonu přestoupil do ligy Elitserien do týmu Leksands IF. V týmu se mu nedařilo a skončili poslední. Na další sezonu přestoupil do ligy Slovnaft Extraliga do týmu HC Slovan Bratislava kde pomohl vybojovat dva tituly mistra Slovnaft Extraligy. Na novou sezonu se vrátil zpět do Česka do týmu HC GEUS OKNA Kladno. Po 12 odehraných zápasech v Kladně šel na hostování zpět do týmu HC Slovan Bratislava.
Po 18 odehraných zápasech v Bratislavě si poranil koleno a musel vynechat zbytek a jednu celou sezonu.

## Trenérská kariéra
S trénování začínal v týmu HC Slavia Praha, kde působil jako asistent A-týmu. V roce 2020 se stal hlavním trenérem A-týmu VHK ROBE Vsetín. Začátek sezony 2022/23 se Vsetínu vydařil, prvních pět zápasů po sobě vyhráli. Jejich vítěznou sérii ukončila Dukla Jihlava, která vyhrála 2:1. Poté z osmi zápasů vyhráli pouze jeden, vedení klubu reagovalo na špatné výsledky odvoláním hlavního trenéra Romanem Stantienem a asistentem Srdínkem. Dočasně tým převzal Jiří Weintritt a Radim Kucharczyk. Dále se po odvolání trenéra Miloše Říhy přesunul na post hlavního trenéra do Zlína. 

## Ocenění a úspěchy
- 1995 Postup s klubem HC Železárny Třinec do ČHL
- 2004 ČHL/SHL - Utkání hvězd české a slovenské extraligy

## Prvenství
- Debut v ČHL - 9. října 1994 (HC Sparta Praha proti HC Dadák Vsetín)
- První asistence v ČHL - 17. září 1995 (HC Petra Vsetín proti HC Dukla Jihlava)
- První gól v ČHL - 29. listopadu 1996 (HC Slavia Praha proti HC Petra Vsetín, českému brankáři Rudolfu Pejcharovi)

## Klubová statistika
| Sezóna       | Klub                 | Soutěž       |     | Základní část | Základní část | Základní část | Základní část | Základní část |   | Play off | Play off | Play off | Play off | Play off |
| Sezóna       | Klub                 | Soutěž       | Z   | G             | A             | B             | TM            | Z             | G | A        | B        | TM       |          |          |
| 1994/1995    | HC Dadák Vsetín      | ČHL          | 1   | 0             | 0             | 0             | 0             | —             | — | —        | —        | —        |          |          |
| 1995/1996    | HC Petra Vsetín      | ČHL          | 31  | 0             | 3             | 3             | 26            | 9             | 0 | 0        | 0        | 4        |          |          |
| 1996/1997    | HC Petra Vsetín      | ČHL          | 49  | 2             | 8             | 10            | 71            | 10            | 0 | 3        | 3        | 29       |          |          |
| 1997/1998    | HC Petra Vsetín      | ČHL          | 46  | 1             | 4             | 5             | 70            | 10            | 0 | 3        | 3        | 4        |          |          |
| 1998/1999    | HC Slovnaft Vsetín   | ČHL          | 50  | 2             | 7             | 9             | 56            | 12            | 0 | 1        | 1        | 0        |          |          |
| 1999/2000    | HC Slovnaft Vsetín   | ČHL          | 48  | 3             | 10            | 13            | 52            | 9             | 2 | 0        | 2        | 29       |          |          |
| 2000/2001    | HC Slovnaft Vsetín   | ČHL          | 47  | 8             | 9             | 17            | 81            | 14            | 1 | 1        | 2        | 22       |          |          |
| 2001/2002    | HC Sparta Praha      | ČHL          | 50  | 6             | 5             | 11            | 100           | 2             | 0 | 0        | 0        | 0        |          |          |
| 2002/2003    | HC Sparta Praha      | ČHL          | 51  | 3             | 4             | 7             | 44            | 10            | 0 | 1        | 1        | 14       |          |          |
| 2003/2004    | HC Sparta Praha      | ČHL          | 47  | 2             | 4             | 6             | 46            | 10            | 0 | 0        | 0        | 10       |          |          |
| 2004/2005    | HK Sibir Novosibirsk | RSL          | 56  | 2             | 4             | 6             | 48            | —             | — | —        | —        | —        |          |          |
| 2005/2006    | Leksands IF          | SEL          | 45  | 0             | 0             | 0             | 75            | 8             | 1 | 3        | 4        | 8        |          |          |
| 2006/2007    | HC Slovan Bratislava | SHL          | 47  | 5             | 5             | 10            | 74            | —             | — | —        | —        | —        |          |          |
| 2007/2008    | HC Slovan Bratislava | SHL          | 48  | 5             | 8             | 13            | 50            | —             | — | —        | —        | —        |          |          |
| 2008/2009    | HC GEUS OKNA Kladno  | ČHL          | 12  | 0             | 0             | 0             | 14            | —             | — | —        | —        | —        |          |          |
| 2008/2009    | HC Slovan Bratislava | SHL          | 18  | 1             | 6             | 7             | 16            | —             | — | —        | —        | —        |          |          |
| Celkem v ČHL | Celkem v ČHL         | Celkem v ČHL | 432 | 27            | 54            | 81            | 560           | 86            | 3 | 9        | 12       | 112      |          |          |

## Turnaje v Česku
| Rok    | Tým                 | Liga         | Z  | G | A | B | TM |
| ------ | ------------------- | ------------ | -- | - | - | - | -- |
| 2000   | HC Slovnaft Vsetín  | Zepter Cup   | 7  | 0 | 0 | 0 | 4  |
| 2001   | HC Sparta Praha     | Tipsport Cup | 8  | 0 | 3 | 3 | 4  |
| 2002   | HC Sparta Praha     | Tipsport Cup | 7  | 1 | 0 | 1 | 33 |
| 2003   | HC Sparta Praha     | Tipsport Cup | 8  | 0 | 0 | 0 | 36 |
| 2008   | HC GEUS OKNA Kladno | Tipsport Cup | 4  | 0 | 0 | 0 | 6  |
| Celkem | Celkem              | Celkem       | 34 | 1 | 3 | 4 | 83 |

## Reprezentace
| Rok          | Tým          | Soutěž       | Z  | G | A | B | TM |
| ------------ | ------------ | ------------ | -- | - | - | - | -- |
| 1999/2000    | Česko        | EHT          | 14 | 0 | 0 | 0 | 26 |
| Celkem v EHT | Celkem v EHT | Celkem v EHT | 14 | 0 | 0 | 0 | 26 |